# Brizay
Brizay é uma comuna francesa na região administrativa do Centro, no departamento Indre-et-Loire. Estende-se por uma área de 14 km². Em 2010 a comuna tinha 280 habitantes (densidade: 20 hab./km²).